# Tyria ortrudae
Tyria ortrudae är en fjärilsart som beskrevs av Koch 1940. Tyria ortrudae ingår i släktet Tyria och familjen björnspinnare. Inga underarter finns listade i Catalogue of Life.